# Sailly-lez-Cambrai
Pour les articles homonymes, voir Sailly.
Sailly-lez-Cambrai est une commune française située dans le département du Nord, en région Hauts-de-France.

## Géographie

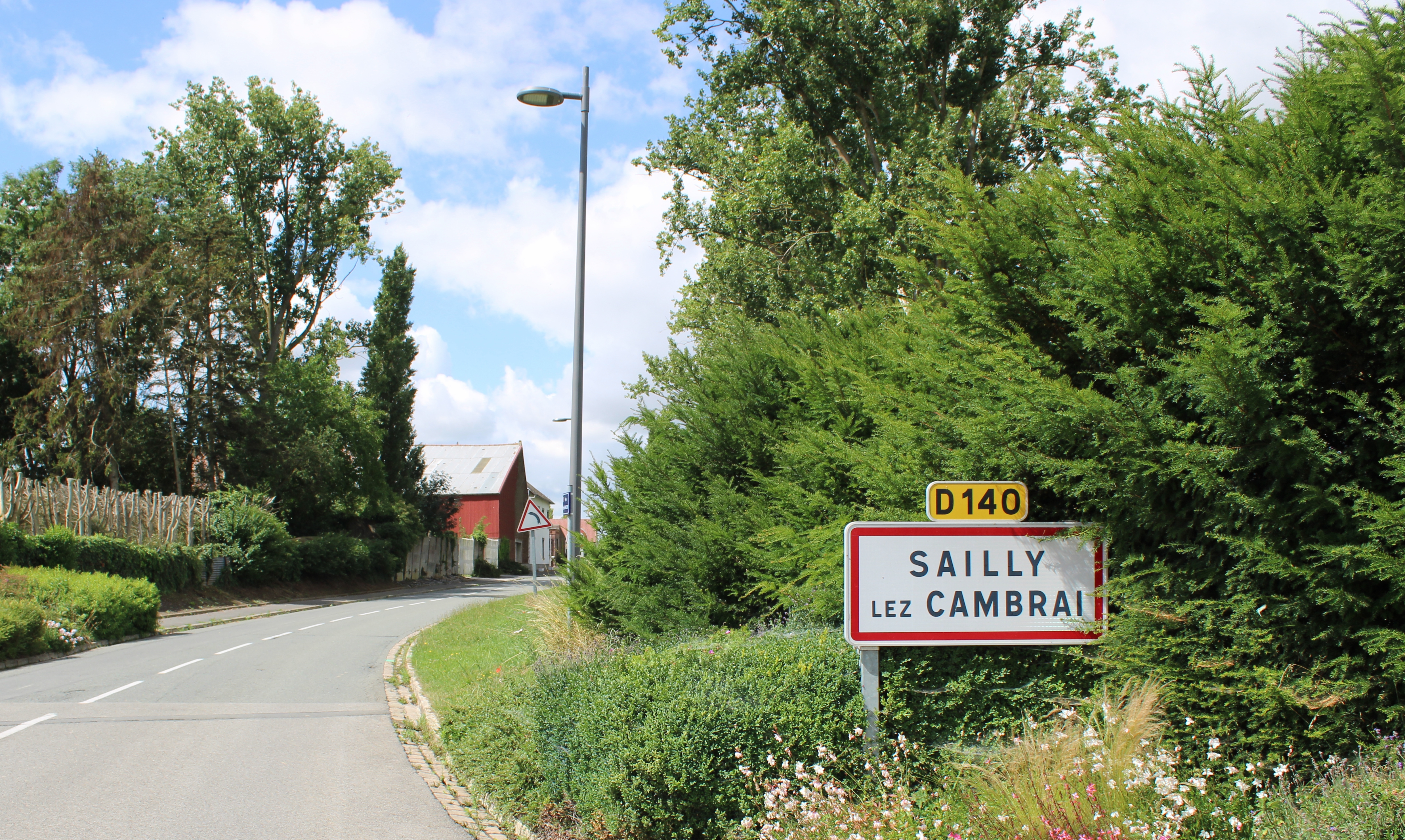
Entrée de la commune.

### Communes limitrophes
| Haynecourt               | Haynecourt               | Sancourt                 |
| Raillencourt-Sainte-Olle | Sailly-lez-Cambrai       | Raillencourt-Sainte-Olle |
| Raillencourt-Sainte-Olle | Raillencourt-Sainte-Olle | Raillencourt-Sainte-Olle |

### Hydrographie
La commune est située dans le bassin Artois-Picardie. Elle n'est drainée par aucun cours d'eau,.

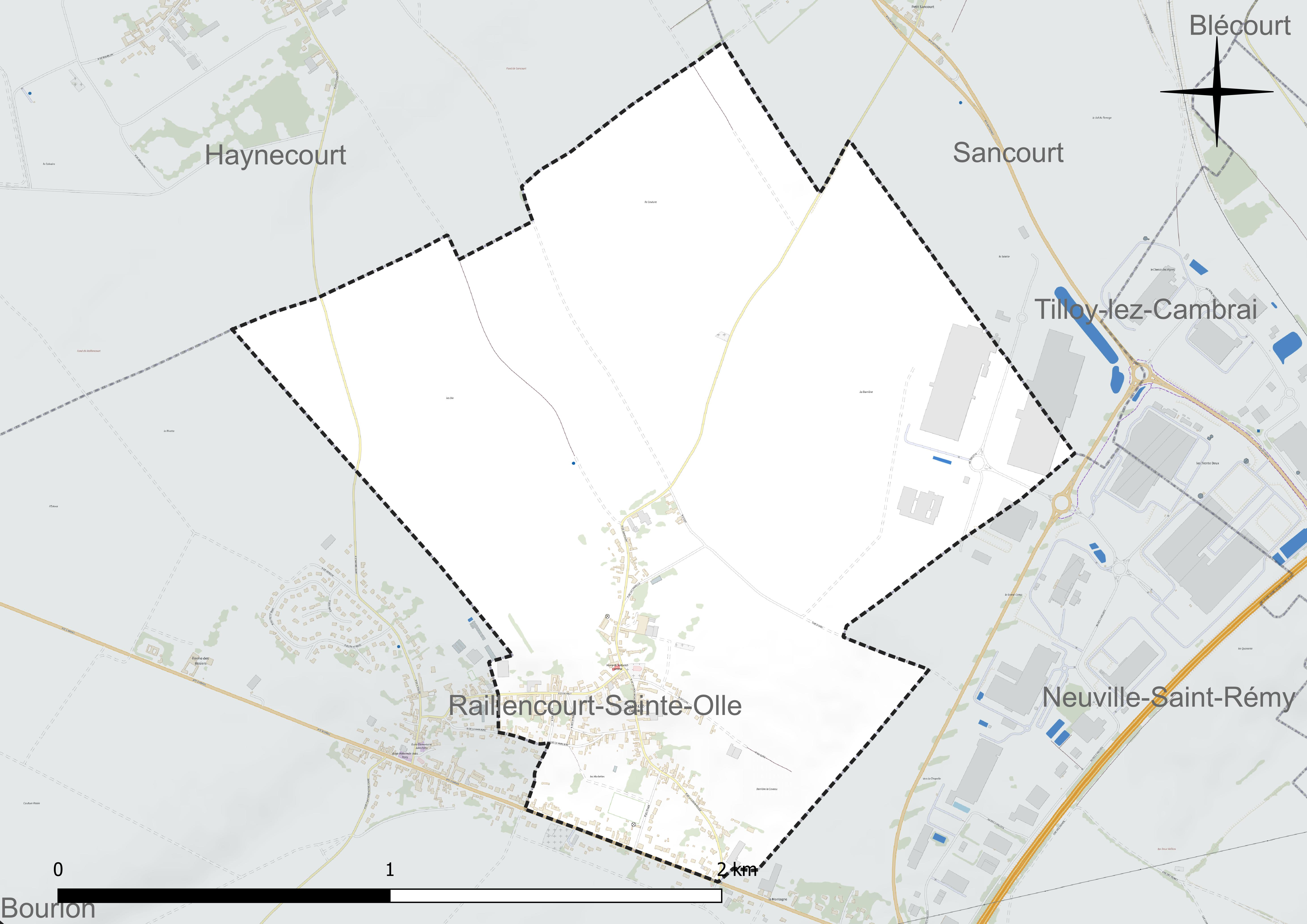
Réseau hydrographique de Sailly-lez-Cambrai.

### Climat
Pour des articles plus généraux, voir Climat des Hauts-de-France et Climat du Nord.
En 2010, le climat de la commune est de type climat océanique dégradé des plaines du Centre et du Nord, selon une étude du CNRS s'appuyant sur une série de données couvrant la période 1971-2000. En 2020, Météo-France publie une typologie des climats de la France métropolitaine dans laquelle la commune est exposée à un climat océanique et est dans la région climatique  Nord-est du bassin Parisien, caractérisée par un ensoleillement médiocre, une pluviométrie moyenne régulièrement répartie au cours de l'année et un hiver froid (3 °C).
Pour la période 1971-2000, la température annuelle moyenne est de 10,4 °C, avec une amplitude thermique annuelle de 14,7 °C. Le cumul annuel moyen de précipitations est de 710 mm, avec 11,5 jours de précipitations en janvier et 9,4 jours en juillet. Pour la période 1991-2020, la température moyenne annuelle observée sur la station météorologique la plus proche, située sur la commune de Douai à 21 km à vol d'oiseau, est de 11,0 °C et le cumul annuel moyen de précipitations est de 729,2 mm,. Pour l'avenir, les paramètres climatiques de la commune estimés pour 2050 selon différents scénarios d'émission de gaz à effet de serre sont consultables sur un site dédié publié par Météo-France en novembre 2022.

## Urbanisme

### Typologie
Au 1er janvier 2024, Sailly-lez-Cambrai est catégorisée ceinture urbaine, selon la nouvelle grille communale de densité à sept niveaux définie par l'Insee en 2022.
Elle appartient à l'unité urbaine de Cambrai, une agglomération intra-départementale regroupant huit  communes, dont elle est une commune de la banlieue,,. Par ailleurs la commune fait partie de l'aire d'attraction de Cambrai, dont elle est une commune de la couronne,. Cette aire, qui regroupe 64 communes, est catégorisée dans les aires de 50 000 à moins de 200 000 habitants,.

### Occupation des sols
L'occupation des sols de la commune, telle qu'elle ressort de la base de données européenne d'occupation biophysique des sols Corine Land Cover (CLC), est marquée par l'importance des territoires agricoles (78,6 % en 2018), en diminution par rapport à 1990 (87,3 %). La répartition détaillée en 2018 est la suivante : 
terres arables (78,6 %), zones urbanisées (12,7 %), zones industrielles ou commerciales et réseaux de communication (8,7 %). L'évolution de l'occupation des sols de la commune et de ses infrastructures peut être observée sur les différentes représentations cartographiques du territoire : la carte de Cassini (XVIIIe siècle), la carte d'état-major (1820-1866) et les cartes ou photos aériennes de l'IGN pour la période actuelle (1950 à aujourd'hui).

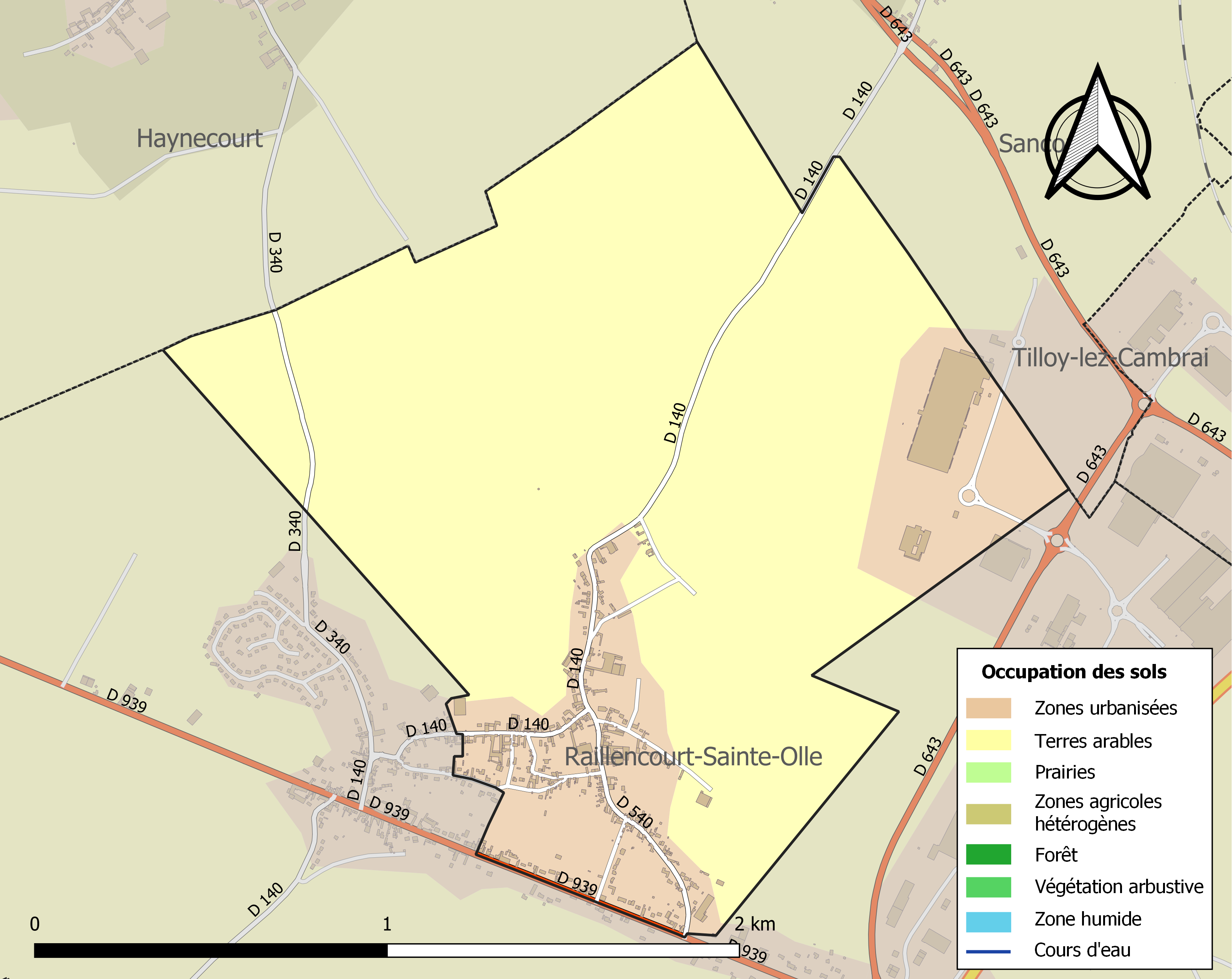
Carte des infrastructures et de l'occupation des sols de la commune en 2018 (CLC).

### Voies de communication et transports
La commune est desservie par le réseau de transports urbains de la Communauté d'agglomération de Cambrai appelé TUC (Transports Urbains du Cambrésis), par la ligne régulière 16,. La ligne N4 permet de rejoindre la zone d'activité Actipôle de l'A2 présente en partie sur la commune.

## Héraldique
|  | Les armes de Sailly-lez-Cambrai se blasonnent ainsi : " D'argent semé de billettes de gueules, au lion du même brochant sur le tout. " |

Ce blason est celui de la maison d'Oisy, des Chatelains de Cambrai, propriétaires du village au XIe siècle.

## Politique et administration

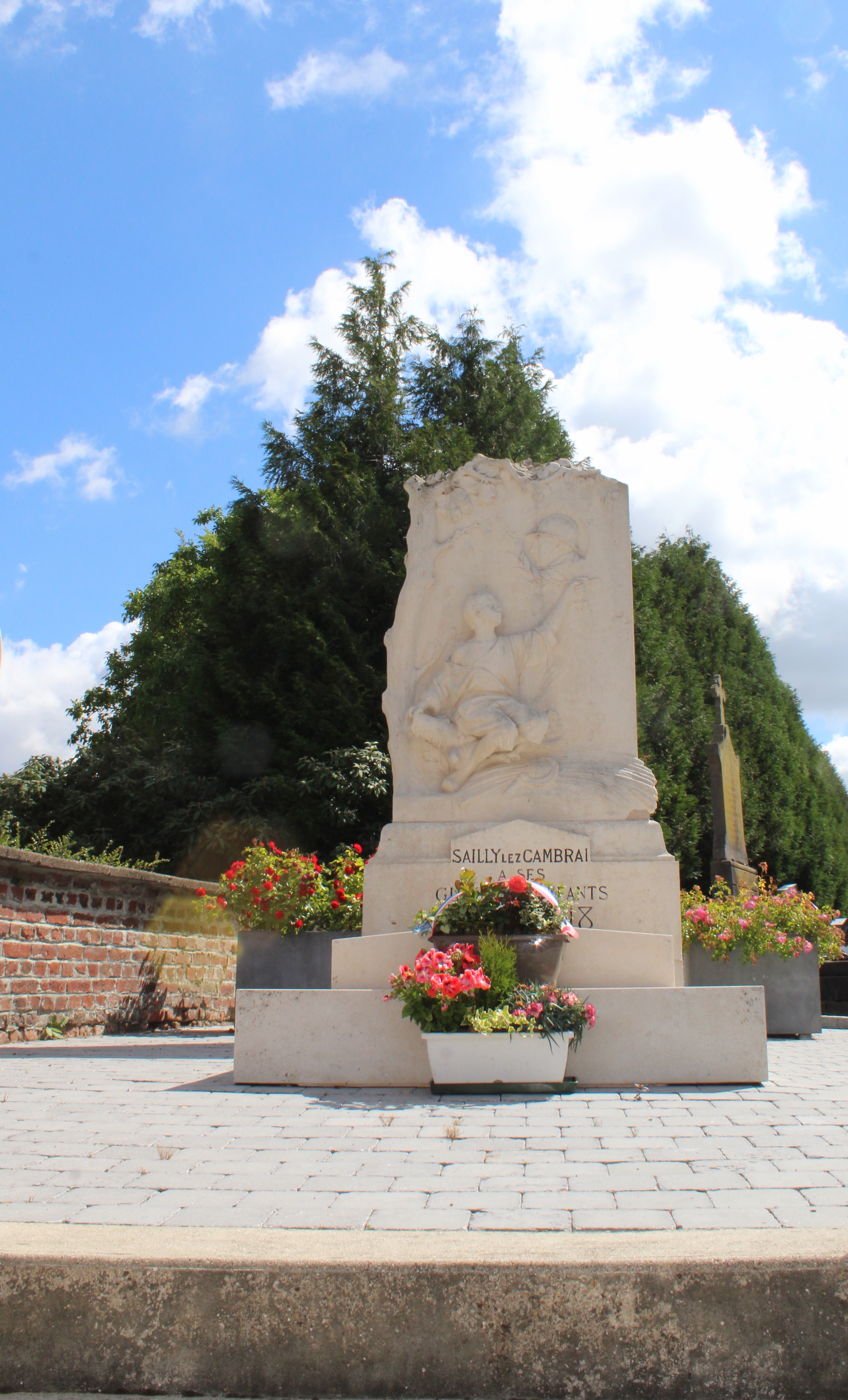
Le monument aux morts.

Maire de 1802 à 1807 : André Sautois,

Maire en 1881 : Richard.
| Période   | Période       | Identité                  | Étiquette | Qualité                   |
| --------- | ------------- | ------------------------- | --------- | ------------------------- |
| mars 1983 | décembre 2007 | André Delsaux (1935-2007) |           | Décédé en cours de mandat |
| mars 2008 | En cours      | Marie-Thérèse Doigneaux   |           |                           |

Sailly-lez-Cambrai fait partie de la Communauté d'agglomération de Cambrai.

### Politique environnementale
La protection et la mise en valeur de l'environnement font partie des compétences optionnelles de la communauté d'agglomération de Cambrai à laquelle appartient Sailly-lez-Cambrai.

## Population et société

### Démographie

#### Évolution démographique
L'évolution du nombre d'habitants est connue à travers les recensements de la population effectués dans la commune depuis 1793. Pour les communes de moins de 10 000 habitants, une enquête de recensement portant sur toute la population est réalisée tous les cinq ans, les populations de référence des années intermédiaires étant quant à elles estimées par interpolation ou extrapolation. Pour la commune, le premier recensement exhaustif entrant dans le cadre du nouveau dispositif a été réalisé en 2005.

En 2022, la commune comptait 416 habitants, en évolution de −11,11 % par rapport à 2016 (Nord : +0,51 %, France hors Mayotte : +2,11 %).
| 1793 | 1800 | 1806 | 1821 | 1831 | 1836 | 1841 | 1846 | 1851 |
| ---- | ---- | ---- | ---- | ---- | ---- | ---- | ---- | ---- |
| 421  | 455  | 468  | 453  | 504  | 547  | 527  | 531  | 588  |

| 1856 | 1861 | 1866 | 1872 | 1876 | 1881 | 1886 | 1891 | 1896 |
| ---- | ---- | ---- | ---- | ---- | ---- | ---- | ---- | ---- |
| 587  | 540  | 543  | 581  | 592  | 594  | 628  | 654  | 662  |

| 1901 | 1906 | 1911 | 1921 | 1926 | 1931 | 1936 | 1946 | 1954 |
| ---- | ---- | ---- | ---- | ---- | ---- | ---- | ---- | ---- |
| 647  | 661  | 638  | 541  | 596  | 561  | 592  | 584  | 602  |

| 1962 | 1968 | 1975 | 1982 | 1990 | 1999 | 2005 | 2006 | 2010 |
| ---- | ---- | ---- | ---- | ---- | ---- | ---- | ---- | ---- |
| 565  | 558  | 511  | 469  | 421  | 441  | 457  | 463  | 450  |

| 2015 | 2020 | 2022 | - | - | - | - | - | - |
| ---- | ---- | ---- | - | - | - | - | - | - |
| 461  | 429  | 416  | - | - | - | - | - | - |

#### Pyramide des âges
La population de la commune est relativement jeune.
En 2018, le taux de personnes d'un âge inférieur à 30 ans s'élève à 33,8 %, soit en dessous de la moyenne départementale (39,5 %). À l'inverse, le taux de personnes d'âge supérieur à 60 ans est de 24,7 % la même année, alors qu'il est de 22,5 % au niveau départemental.
En 2018, la commune comptait 216 hommes pour 241 femmes, soit un taux de 52,74 % de femmes, légèrement supérieur au taux départemental (51,77 %).
Les pyramides des âges de la commune et du département s'établissent comme suit.
| Hommes | Classe d’âge | Femmes |
| ------ | ------------ | ------ |
| 0,5    | 90 ou +      | 1,8    |
| 6,4    | 75-89 ans    | 11,1   |
| 12,8   | 60-74 ans    | 16,4   |
| 27,1   | 45-59 ans    | 23,0   |
| 17,7   | 30-44 ans    | 15,5   |
| 16,3   | 15-29 ans    | 15,0   |
| 19,2   | 0-14 ans     | 17,3   |

| Hommes | Classe d’âge | Femmes |
| ------ | ------------ | ------ |
| 0,5    | 90 ou +      | 1,4    |
| 5,3    | 75-89 ans    | 8,1    |
| 14,8   | 60-74 ans    | 16,2   |
| 19,1   | 45-59 ans    | 18,4   |
| 19,5   | 30-44 ans    | 18,7   |
| 20,7   | 15-29 ans    | 19,1   |
| 20,2   | 0-14 ans     | 18     |

## Lieux et monuments

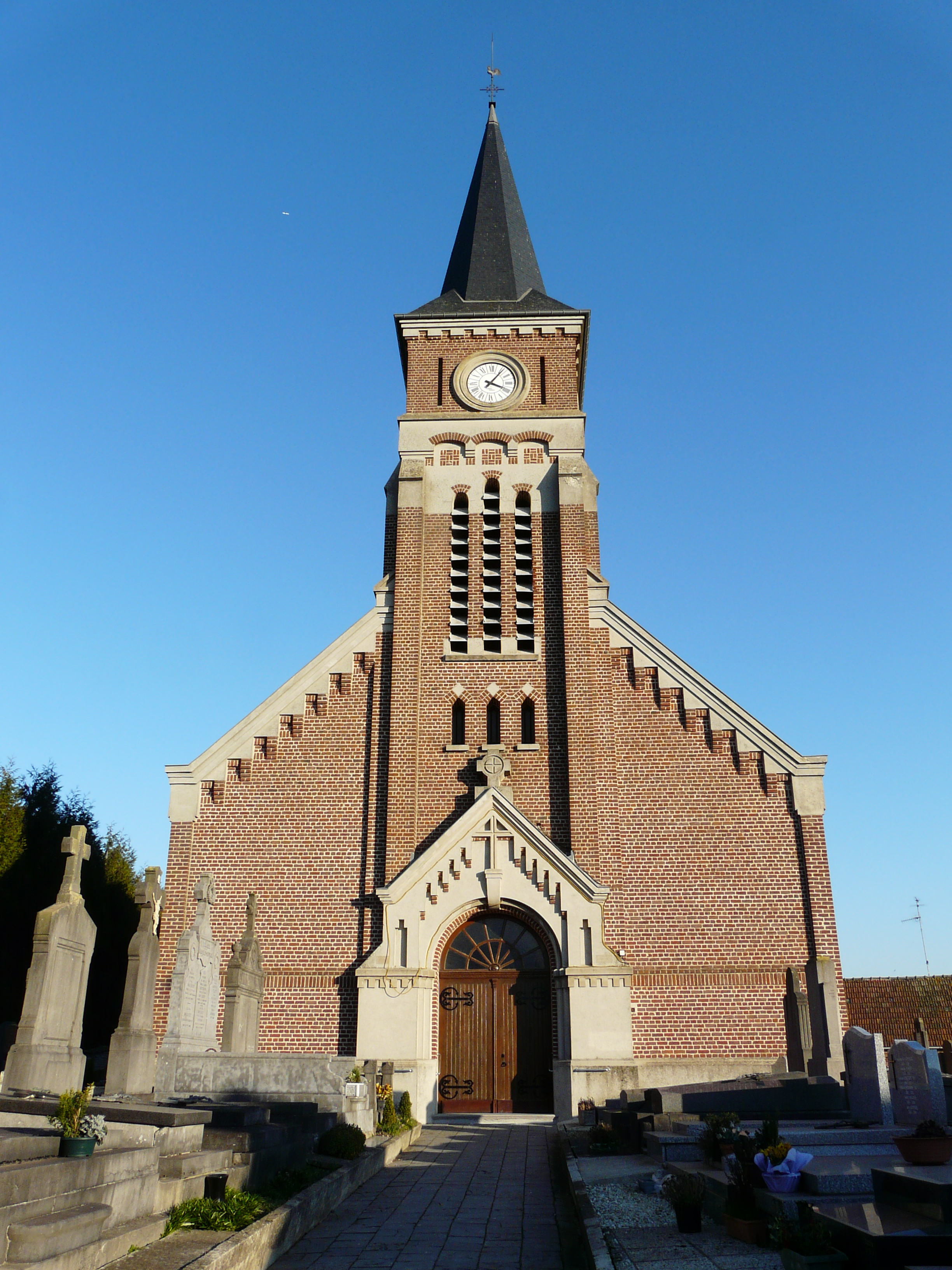
Église Saint-Aubert de Sailly

- L'église Saint-Aubert de Sailly, construite après l'incendie de l'ancienne église en 1918 et récemment rénovée.
- L'Abbaye de Cantimpré
- Le Cantimpré Canadian Cemetery. Dans ce cimetière reposent 223 soldat canadiens et 2 soldats britanniques, pour la plupart tombés pendant la libération de Haynecourt, Sailly et Cantimpré, les 26 et 27 septembre 1918.

- Séchoir à chicorée Louis Lucas, puis Brasserie Lucas Cavrois (patrimoine industriel inventorié dans la base Mérimée).

## Pour approfondir